# Гинис, Георгиос
Гео́ргиос (Джордж) Ги́нис (греч. Γεώργιος Γκίνης, англ. Georgios (George) Ginis) — греко-американский электротехник, начальник технического отдела компании Sail Internet (Фостер-Сити (Калифорния, США). Член Института инженеров электротехники и электроники (2013).
h-индекс = 31, процитирован > 4 510 раз.

## Биография

### Образование
- Афинский национальный технический университет (диплом в области компьютерной инженерии и электротехники, 1997)
- Стэнфордский университет (магистр электротехники, 1998; доктор философии в области электротехники, 2002)[1].

Стажировался в компаниях CopperCom (1998) и SBC Technology Resources (2000).

### Карьера
2002—2005: системный инженер в бесфабричной полупроводниковой компании Ikanos Communications (2002) и компании Texas Instruments (2002—2005).
2005—2015: сотрудник компании ASSIA (англ.).
2015—н. в.: начальник технического отдела компании Sail Internet.
2017: адъюнкт-профессор департамента электротехники Университета Санта-Клары.
Автор научных статей.
Имеет патенты.
Владеет греческим языком.